# ميتروسين
ميتروسين (بالإنجليزية: Metirosine)‏، (بالاسم الدولي غير مسجل الملكية: Metyrosine) هو دواءٌ خافضٌ لضغط الدم، ويعمل على تثبيط الإنزيم هيدروكسيلاز التيروسين ولذلك، فإن تخليق الكاتيكولامينات الناتج عنه يستنفد مستويات الكاتيكولامينات- الدوبامين، والأدرينالين، ونورإبينفرين داخل الجسم.
هذا المُرَكب متوفر كدواءٍ عام.

## الاستخدام الطبي
لقد ثَبُتَ أن الميتروسين يُثَبط تخليق الكاتيكولامينات ويُخَفف الأعراض المرتبطة بزيادة الكاتيكولامينات، بما في ذلك: ارتفاع ضغط الدم، والصداع، تسرع القلب والإمساك والرعاش. يُستخدم ميتروسين -في المقام الأول- لتقيل هذه الأعراض في المرضى الذين يعانون من ورم القواتم.
يحظر هذا الدواء على الذين يعانون من فرط ضغط الدم الأساسي. يُستخدم ميتروسين في البحث العلمي للتحقيق في آثار استنفاد الكاتيكولامينات على السلوك.

## وصلات خارجية
- "ميتروسين". بوابة معلومات الأدوية. المكتبة الوطنية الأمريكية للطب. مؤرشف من الأصل في 2022-07-30.